# Mieczysław Kwilecki
Mieczysław Maria Kwilecki herbu Byliny (ur. 15 sierpnia 1833, zm. 5 czerwca 1918 w Oporowie) – polski hrabia, właściciel majątku Oporowo, Kwilcz, Grodziec, Maliniec oraz Siedlnica, działacz społeczny, jeden z założycieli Banku Włosciańskiego oraz Banku Kwilecki, Potocki i Spółka. Jeden z najbogatszych mieszkańców Prowincji Poznańskiej (jego majątek szacowano na 1 750 000 marek).

## Życiorys
Syn Hektora Juliana Romana Kwileckiego – właściciela Oporowa, Kluczewa, Kurnatowicz, Oszczykowa i Grójca, oraz Marii Izabeli Teresy von Tauffkirchen. Kształcił się w gimnazjum św. Marii Magdaleny w Poznaniu, a następnie w Szkole Kadetów w Dreźnie, potem w szkole oficerskiej w Berlinie, gdzie przez kilka lat był podporucznikiem pruskiej artylerii. Otrzymał w spadku majątek Oporowo z którego stworzył wzorowe gospodarstwo, a jego owczarnia otrzymywała nagrody na wystawach w Moskwie i Buenos Aires. Był członkiem pruskiej Izby Panów oraz posłem z Koła Polskiego do Reichstagu Związku Północnoniemieckiego z okręgu wyborczego Środa Wielkopolska-Śrem (w latach 1867–1871). Będąc posłem pruskiej Izby Panów występował w obronie spraw narodu polskiego.
Za udział w powstaniu styczniowym oraz za zakup broni dla walczących powstańców został na krótko osadzony w więzieniu w Szamotułach. Po wyjściu na wolność wyjechał do Paryża, ale stawił się na wezwanie władz pruskich na proces. Po trzymiesięcznym pobycie w berlińskim więzieniu w Moabicie został zwolniony z braku dowodów. W 1870 roku zorganizował wystawę rolniczą w Szamotułach. W 1872 roku brał udział w założeniu Banku Włościańskiego, w którym aż do śmierci były członkiem Rady Nadzorczej. W 1875 roku, nie chcąc dopuścić do przejęcia ziemi przez zaborcę, zakupił na licytacji od kasztelanowej Bielińskiej majątek w Grodźcu, na który nałożono kontrybucję za udzielanie pomocy powstańcom styczniowym. Założyciel Banku Kwilecki, Potocki i Spółka. Dyrektor Hotelu Bazar w Poznaniu. Od początku istnienia „Dziennika Poznańskiego” prezes jego Rady Nadzorczej. Był jednym z założycieli Towarzystwa Oświaty Ludowej. Działał w Centralnym Towarzystwie Gospodarczym. Był jednym z fundatorów Teatru Polskiego. Przewodniczył też pracom Towarzystwa Pomocy Naukowej. W lutym 1890 roku gościł w swoim pałacu w Oporowie Ignacego Paderewskiego. W 1891 roku otrzymał od kanclerza Rzeszy Order Koronny II klasy. W 1895 roku pełnił funkcję wicemarszałka Sejmiku Prowincji Poznańskiej. Był współzałożycielem Cukrowni Szamotulskiej (oraz syropiarni i mączkami we Wronkach); w latach 1899–1907 przewodniczącym Rady Nadzorczej. Członek Dyrekcji, a potem prezes Rady Nadzorczej Bazaru Poznańskiego. Od 1901 roku był honorowym członkiem zarządu Centralnego Towarzystwa Gospodarczego. W latach 1898–1914 wiceprzewodniczący okręgu poznańskiego Związku Producentów Okowity w Niemczech.
29 września 1857 roku wziął ślub z Marią Julią Mańkowską herbu Zaremba – córką Teodora z Rudek i Bogusławy Dąbrowskiej. Miał z nią trzech synów: Hektora, Władysława i Kazimierza, i cztery córki: Jadwigę, Marię, Annę i Julię. Pochowany został w Kwilczu.

## Upamiętnienie
- W 1918 roku urzędnicy majątku Oporowo ufundowali tablicę pamiątkową poświęconą zmarłemu Mieczysławowi Kwileckiemu. Do dziś tablica ta znajduje się w kościele parafialnym w Ostrorogu[3].
- W 2018 roku uczniowie gimnazjum dla uczniów z niepełnosprawnością intelektualną w stopniu umiarkowanym w Zespole Szkół Specjalnych im. Jana Brzechwy w Szamotułach zrealizowali projekt edukacyjny poświęcony postaci Mieczysława Kwileckiego[12].
- W 2023 roku został wydany tomik wierszy Tomasza Jankowskiego pt. „W krwawym polu srebrne ptaszę”. Jeden z wierszy, o nazwie „Mieczysław Kwilecki w Powstaniu”, poświęcił Mieczysławowi Kwileckiemu[13].